# 1-я Сокольническая улица
1-я Соко́льническая улица (до 6 мая 1986 года — 8-я Сокольническая улица) — улица на востоке Москвы, расположена в районе Сокольники между улицами Жебрунова и Гастелло, в 150 метрах от станции метро «Сокольники».

## Название
1-я Сокольническая улица названа по своему расположению на бывшем Сокольничьем поле. Старое название — 8-я Сокольническая улица (XIX век). От улицы Жебрунова до улицы Гастелло Сокольничье поле образовалось во 2-й половине XVIII века на месте сведённых лесных угодий к юго-востоку от Сокольничьей рощи. Название, видимо, произошло от поселения царских сокольников — Сокольнической слободки. Согласно указу 1798 года императора Павла I оно предназначалось для проведения войсковых манёвров. Однако до Отечественной войны 1812 года представляло собой естественное поле с пересечёнными тропами, и лишь к 1817 году было превращено в военный плац прямоугольных очертаний. Здесь находилось стрельбище 2-го учебного карабинерского полка, а в праздники и дни Коронационных торжеств устраивались народные гулянья. В конце XIX века Сокольничье поле стало застраиваться. Со временем на его месте появилось двенадцать Сокольнических улиц. В настоящее время (с 25 марта 1986 года) их осталось пять.

## Строения
Улица начинается от ул. Жебрунова. Справа расположена Первая тяговая подстанция Т-1 московского метрополитена. Сдана в эксплуатацию в начале 1935 года и по сей день питает участок от станции Комсомольская до станции Сокольники. Затем изолятор временного содержания МВД. Далее после пересечения с ул. Гастелло улица прерывается гостиницей «Холидей Инн». За гостиницей сохранился небольшой участок улицы, на котором расположена медсанчасть № 2 Мосметростроя. Здание постройки начала XX века. С обеих сторон расположены типовые жилые дома 4-го микрорайона Сокольников 1970—1980-х годов постройки.